# Ballagás

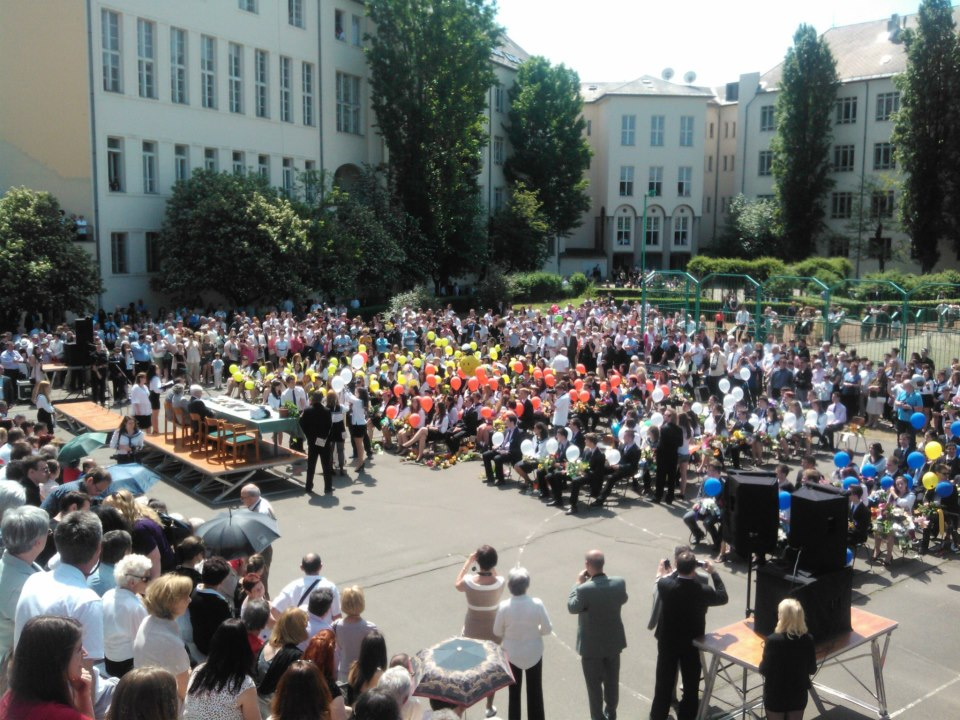
Szent László Gimnázium

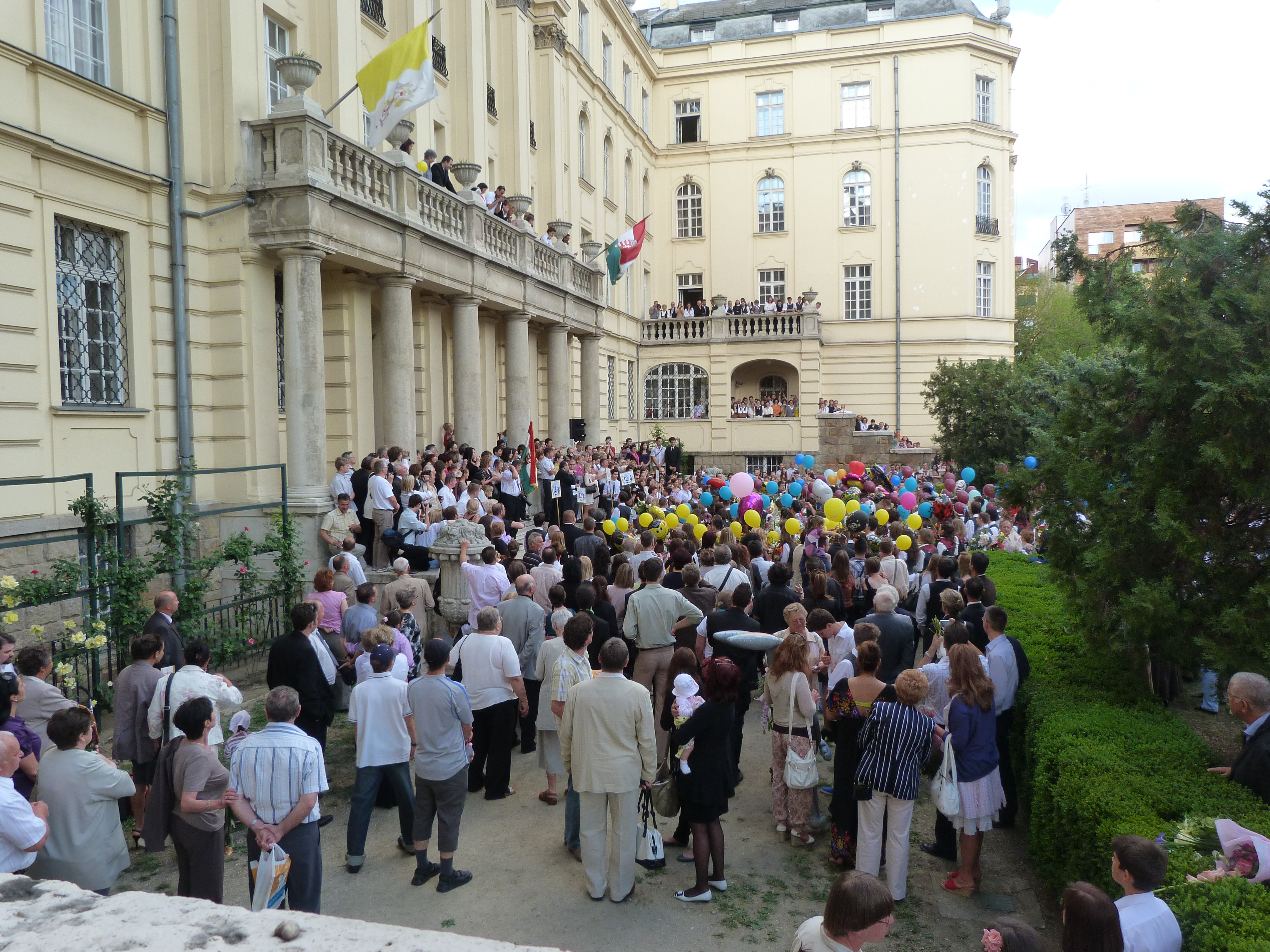
Szent Margit Gimnázium

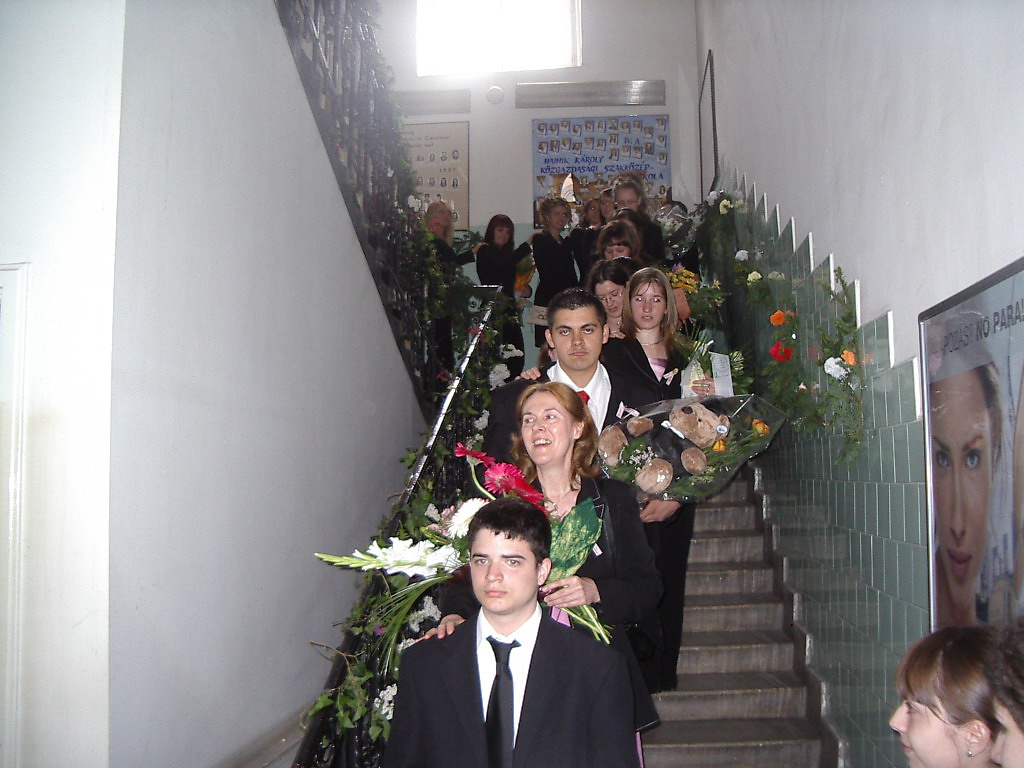
Hajnik Károly Közgazdasági Szakközépiskola

A ballagás egy ünnepség, melyre az általános iskola vagy a középiskola utolsó évfolyamának elvégzésekor kerül sor a tanulók körében, az érettségi előtt álló diákok esetében májusban, az általános iskolás végzősöknél pedig júniusban.
A kifejezés a latin valentas (búcsúzó) szóból származik.

## Története
Magyarországon a szokás Selmecbányáról indult el az 1870-es években, amikor a helyi erdészeti és bányászati akadémia hallgatói az iskolától való búcsúzásuk gyanánt a Ballag már a vén diák… kezdetű dalt énekelték el. Hamarosan az egész országra átterjedt e hagyomány, a 20. századra már teljesen megszokott lett. Az 1920-as évektől már az Elmegyek, elmegyek… kezdetű magyar népdalt énekelték az ünnepségen, illetve tanáraiknak szerenádot adtak a végzős évfolyam diákjai a ballagást megelőző éjszakán.

## Szokásai
A ballagás napján a tanulók az iskola folyosóin vonulnak végig, a zászlóvivőt követve. Vállukon tarisznya függ, melybe pogácsa, só, föld, aprópénz, valamint az intézmény fényképe kerül, rendszerint az alsóbb éves diákok jóvoltából. A szülők, hozzátartozók virággal vagy egyéb ajándéktárggyal köszöntik ballagó gyermeküket, családtagjukat. Az iskolai ünnepség során az osztály egyes tagjai felidézik az elmúlt évek emlékezetes pillanatait, a tanárok jó tanácsokkal látják el a búcsúzó diákokat. Az eseményt követően a szülők gyakran családi összejövetelt rendeznek, mely legtöbbször egy ünnepi ebéd vagy vacsora szokott lenni.
A ballagás szimbolikus jelentéssel is bír: a végzősök nemcsak az iskolájuktól hanem eddigi életüktől is búcsút vesznek, hiszen egy korszak lezárásaként tekinthetünk rá, mely után új élet vár rájuk. A ballagás egyben a gyermekkor végét és a felnőtté válás kezdetét is jelképezi.